# Limenitis negra
Limenitis negra är en fjärilsart som beskrevs av Felder 1862. Limenitis negra ingår i släktet Limenitis och familjen praktfjärilar. Inga underarter finns listade i Catalogue of Life.